# Мохаррак, Раха
Раха Мохаррак (араб. رها محرق‎, англ. Raha Moharrak) — альпинистка, первая женщина из Саудовской Аравии, покорившая Джомолунгму. Она же оказалась самой юной арабской женщиной, которой это удалось. До Джомолунгмы Раха Мохаррак совершила успешные восхождения на Килиманджаро, Винсон, Эльбрус, Аконкагуа, Кала-Патхар, Орисабу и Истаксиуатль.

## Биография
Раха Мохаррак родилась в городе Джидда в Саудовской Аравии, и была младшей из троих детей Хассана Мохаррака. Выросла в довольно традиционной арабской семье и, к тому же, в единственной в мире стране, не позволяющей девушкам участвовать в спортивных соревнованиях, проводимых в государственных школах. Впоследствии Мохаррак говорила, что «убедить их [её родных] разрешить ей восходить на гору было делом столь же сложным, как и само восхождение!»
Окончила Американский университет Шарджи (англ. American University of Sharjah) (город Шарджа, ОАЭ) по специальности «Визуальная коммуникация». В настоящее время проживает в Дубае, работает там графическим дизайнером и одновременно обучается в дубайском кампусе Московского финансово-промышленного университета «Синергия», готовясь получить учёную степень MBA по специальности «Женское лидерство».

## Восхождение на Джомолунгму
Раха Мохаррак прибыла на Джомолунгму, будучи уже опытной альпинисткой. В феврале 2013 года она поднялась на вершину Аконкагуа — высочайшей горы в Аргентине, а в начале апреля того же года прибыла в Непал, чтобы воплотить в жизнь свою мечту об Эвересте.
18 мая 2013 года Мохаррак, вместе с 34 другими альпинистами и 29 горными проводниками, поднялась на Джомолунгму с южной (непальской) стороны. Из штурмового лагеря на Южном седле на подъём к вершине вышли ночью. Группа восхождения, в которой шла Мохаррак, состояла из четырёх человек и имела своё оригинальное название: «Арабы на высоте» (англ. Arabs with Altitude). В этой же группе шёл Мохаммед Аль-Тхани (англ. Mohammed Al Thani) — член королевской семьи Катара и первый альпинист из этой страны, покоривший Джомолунгму, и Раед Зидан (англ. Raed Zidan) из Палестины, предпринявший восхождение с целью собрать миллион долларов на нужды народного образования в Непале, и ставший первым палестинцем на вершине. Все успешно взошли на вершину и вернулись. Почти сразу же альпинисты отправили сообщение в Twitter: «Первая саудовская женщина, предпринявшая восхождение на Джомолунгму, достигла вершины!! Браво, Раха Мохаррак. Мы приветствуем тебя».
После Раха сказала о своём достижении: «Я реально не стремилась быть первой, поскольку это побуждает кого-то быть вторым».

## Заметки
1. ↑  по данным Human Rights Watch
2. ↑  ориг. англ. convincing them [her family] to let her climb was as great a challenge as the mountain itself! (по информации CNN)
3. ↑  ориг. англ. The first ever Saudi woman to attempt Everest has reached the top!! Bravo Raha Moharrak. We salute you.
4. ↑  ориг. англ. I really don't care about being the first, so long as it inspires someone else to be second.